# 彭文堅
彭文堅（Nixon Pang Man Kin，1968年12月30日—），前無線電視及亞洲電視藝員，現為商界人士。他於2001年創辦中國融保金融集團，並擔任公司主席及執行董事。此前曾在2005至2007年期間擔任旭日環球執行董事。

## 背景
彭文堅生於小康之家，家有一兄一妹。他早年就讀赤柱聖士提反書院。于1987年參加無線電視舉辦的超級新星選舉，奪得男子組冠軍。獎品之一是演出由李添勝監製的新一套《書劍恩仇錄》的男主角陳家洛，但由於其演技稍顯稚嫩以及個人氣質與原著人物差距過大，而遭到觀眾的惡評。其後，未能藉此走紅的彭文堅淪為三線藝人，只能偶爾客串演出配角。1989年，彭文堅約滿後轉投亞洲電視，但一年後即離開亞視，從此徹底退出娛樂圈，投身商界發展。他有份創辦的中國融保金融集團於2011年上市。
2009年，彭文堅與香港名模陳沛嘉（藝名陳祉妤）結婚。2012年，兩人宣告分居。

## 趣事
根據觀察彭文堅所主演的電視劇（ 如《代代平安》 等）， 彭文堅都使用左手拿筷子，推斷彭文堅是左撇子。

## 電視劇（無線電視）
- 1987年10月 書劍恩仇錄 飾 陳家洛、福康安 (第一男主角)
- 1988年5月 大茶園 飾 顧禮全 (男配角)
- 1988年11月 太平天國 飾 咸豐皇帝 (男配角)
- 1988年11月 狙擊神探 飾 蘇國威 (第三男主角)
- 1989年1月 吉星報喜 飾 陳冠一

## 電視劇（亞洲電視）
- 1989年 司機大佬 飾 李超榮
- 1989年 天劍絕刀 飾 左少白
- 1989年 塘西故事
- 1989年 小白龍之續命記 飾 青和
- 1990年 最佳才子 飾 周文賓
- 1990年 代代平安扮演李家明
- 1990年 鴻運迫人來